# Oldsmobile Modell A

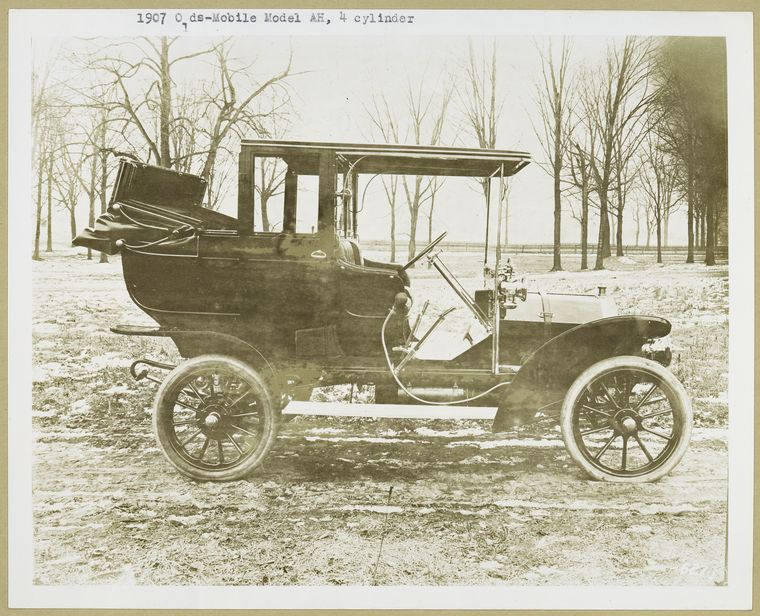
1907 Oldsmobile Model AH Landaulet

Der Oldsmobile Modell A war ein PKW, der im Modelljahr 1907 von Oldsmobile gefertigt wurde. Er ersetzte das Modell S des Vorjahres und war gleich motorisiert wie der zeitgleich gefertigte Roadster Modell H.
Das fünfsitzige Fahrzeug hatte einen vorne eingebauten, wassergekühlten Reihenvierzylinder-Viertaktmotor, der aus 4.948 cm³ Hubraum eine Leistung von 35 bis 40 bhp (26 bis 29 kW) zog.
Die Motorkraft wurde über ein Dreiganggetriebe mit Schalthebel rechts außen und eine Kardanwelle an die Hinterräder weitergeleitet. Das Bremspedal wirkte auf die Kardanwelle, der Handbremshebel auf die Trommelbremsen an den Hinterrädern. Der Wagen wurde als 4-türiger Tourenwagen oder 2-türige Limousine geliefert. Acetylenbeleuchtung war serienmäßig, ebenso wie solch praktische Details wie Kulturbeutel, Parfumflaschen und Aschenbecher. Die Limousine war in Seide ausgeschlagen.
Der Tourenwagen war in den Farben Grau, Rot und Grün lieferbar, die Limousine gab es in Dunkelgrün oder Schwarz.
Im Folgejahr wurde das Modell A durch das Modell M abgelöst.